# Chhindwara

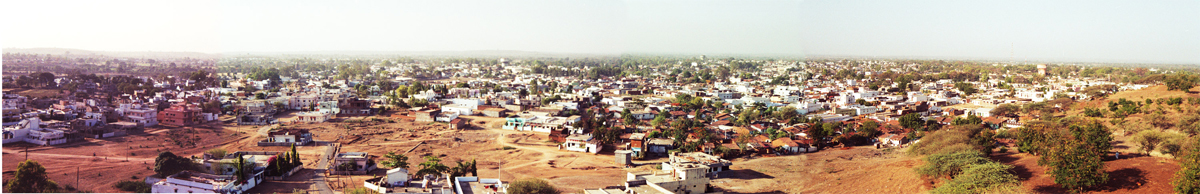
Panorama över Chhindwara.

Chhindwara är en stad i den indiska delstaten Madhya Pradesh och är centralort i ett distrikt med samma namn. Folkmängden uppgick till 138 291 invånare vid folkräkningen 2011, med förorter 190 041 invånare.